# Campionati italiani di aquathlon del 2004
elisa campigotto atleta esercito sport e giovani

I Campionati italiani di aquathlon del 2004 (V edizione) sono stati organizzati dalla Federazione Italiana Triathlon e si sono tenuti a Livorno in Toscana, in data 18 luglio 2004.
Tra gli uomini ha vinto Leonardo Fiorella ( Fiamme Oro), mentre la gara femminile è andata a Valentina Filipetto (Silca Ultralite).

## Risultati

### Élite uomini
| Pos. | Atleta              | Società sportiva             | Corsa    | Nuoto    | Corsa    | Totale   |
| ---- | ------------------- | ---------------------------- | -------- | -------- | -------- | -------- |
|      | Leonardo Fiorella   | Fiamme Oro                   | 00:08:37 | 00:12:42 | 00:08:47 | 00:30:06 |
|      | Gabriele Pertusati  | Silca Ultralite              | 00:08:33 | 00:12:56 | 00:08:50 | 00:30:19 |
|      | Alberto Casadei     | Bianchi Mes3Sports           | 00:08:51 | 00:12:43 | 00:08:51 | 00:30:25 |
| 4    | Dimitri Ricci       | B2K Triathlon                | 00:00:00 | 00:21:39 | 00:31:13 | 00:31:13 |
| 5    | Simone Mela         | Forze Armate Triathlon       | 00:08:45 | 00:13:34 | 00:09:16 | 00:31:35 |
| 6    | Igor Piovesan       | Bianchi Mes3Sports           | 00:09:19 | 00:12:26 | 00:09:58 | 00:31:43 |
| 7    | Alessandro Grasso   | Triathlon Genova             | 00:08:47 | 00:13:37 | 00:09:26 | 00:31:50 |
| 8    | Luca Villa          | Fiamme Oro                   | 00:08:43 | 00:13:44 | 00:09:30 | 00:31:57 |
| 9    | Gabriele Baroni     | Balestrini Team              | 00:00:00 | 00:22:16 | 00:32:09 | 00:32:09 |
| 10   | Gabriele Salini     | B2K Triathlon                | 00:09:17 | 00:13:04 | 00:09:57 | 00:32:18 |
| 11   | Gabriele Balestrini | Balestrini Team              | 00:08:56 | 00:14:12 | 00:09:27 | 00:32:35 |
| 12   | Stefano Rossi       | Bianchi Mes3Sports           | 00:00:00 | 00:23:36 | 00:32:44 | 00:32:44 |
| 13   | Danilo Palmucci     | Jhonny Triathlon             | 00:08:43 | 00:15:10 | 00:09:05 | 00:32:58 |
| 14   | Marco Filipetto     | Bianchi Mes3Sports           | 00:00:00 | 00:23:32 | 00:33:32 | 00:33:32 |
| 15   | Alessandro Linossi  | Udine Triathlon              | 00:09:19 | 00:14:15 | 00:10:04 | 00:33:38 |
| 16   | Manuele Meocci      | Triathlon Club Milano        | 00:09:01 | 00:15:01 | 00:09:39 | 00:33:41 |
| 17   | Salvatore Alaimo    | Forze Armate Triathlon       | 00:00:00 | 00:23:19 | 00:33:46 | 00:33:46 |
| 18   | Mauro Garavaglia    | Rho Triathlon Club           | 00:00:00 | 00:24:20 | 00:34:06 | 00:34:06 |
| 19   | Andrea Balestrini   | Molinari Triathlon Team Como | 00:00:00 | 00:23:37 | 00:34:21 | 00:34:21 |
| 20   | Andrea Martinelli   | Balestrini Team              | 00:00:00 | 00:23:38 | 00:34:22 | 00:34:22 |

### Élite donne
| Pos. | Atleta              | Società sportiva   | Corsa    | Nuoto    | Corsa    | Totale   |
| ---- | ------------------- | ------------------ | -------- | -------- | -------- | -------- |
|      | Valentina Filipetto | Silca Ultralite    | 00:00:00 | 00:23:44 | 00:35:31 | 00:35:31 |
|      | Manuela Ianesi      | Läufer Club Bozen  | 00:00:00 | 00:24:07 | 00:35:35 | 00:35:35 |
|      | Silvia Riccò        | Fiamme Azzurre     | 00:09:50 | 00:14:36 | 00:11:23 | 00:35:49 |
| 4    | Cristina Giribon    | Fiamme Oro         | 00:00:00 | 00:25:02 | 00:36:36 | 00:36:36 |
| 5    | Alice Cabianca      | Bianchi Mes3Sports | 00:00:00 | 00:24:47 | 00:36:50 | 00:36:50 |
| 6    | Adelaide Cappellini | Fiamme Oro         | 00:00:00 | 00:24:49 | 00:37:16 | 00:37:16 |
| 7    | Elisa Frascati      | Balestrini Team    | 00:11:24 | 00:15:34 | 00:12:41 | 00:39:39 |
| 8    | Alessandra Muzi     | Regina Triathlon   | 00:12:25 | 00:16:26 | 00:12:04 | 00:40:55 |
| 9    | Daniela Cancellada  | Serenissima        | 00:11:42 | 00:17:15 | 00:12:27 | 00:41:24 |
| 10   | Daniela Ianesi      | Läufer Club Bozen  | 00:12:07 | 00:17:05 | 00:12:44 | 00:41:56 |
| 11   | Cinzia Arduzzoni    | CUS Parma          | 00:00:00 | 00:31:18 | 00:43:39 | 00:43:39 |
| 12   | Alessandra Baldini  | B2K Triathlon      | 00:12:00 | 00:19:41 | 00:12:59 | 00:44:40 |
| 13   | Elena Frassinetti   | Black Spruts Fdm   | 00:14:02 | 00:17:10 | 00:14:43 | 00:45:55 |
| 14   | Mayte Mascherpa     | Torino 3           | 00:12:20 | 00:22:39 | 00:13:16 | 00:48:15 |
| 15   | Meri Campigotto     | Serenissima        | 00:13:23 | 00:21:00 | 00:14:41 | 00:49:04 |
| 16   | Laura Piendibene    | Regina Triathlon   | 00:14:03 | 00:20:06 | 00:15:06 | 00:49:15 |
| 17   | Daria Meinardi      | Alba Triathlon     | 00:15:30 | 00:17:51 | 00:16:49 | 00:50:10 |
| 18   | Bertilla Rossato    | Fumane Triathlon   | 00:13:25 | 00:23:52 | 00:14:19 | 00:51:36 |
| 19   | Alison Power        | Balestrini Team    | 00:13:17 | 00:24:04 | 00:14:56 | 00:52:17 |
| 20   | Daniela Innocenti   | Etruria Triathlon  | 00:13:19 | 00:25:30 | 00:15:02 | 00:53:51 |